# Пържински договор
Пържинският договор от 2 юни – 15 юли 2015 г. е политическо споразумение между основните политически партии в Северна Македония, постигнато чрез посредничеството на Европейския съюз. Договорът приключва македонската политическа и институционална криза от първата половина на 2015 година. Той предвижда участие на опозиционната партия СДСМ в министерства, предсрочна оставка на премиера Никола Груевски през януари 2016  и сформиране на временно правителство, което да доведе страната до парламентарни избори през юни 2016 г., както и посочването на специален прокурор, който да оглави разследването на възможните престъпления, отбелязани след политически скандал с подслушване.

## Предистория
През май 2015 в Скопие, Република Македония избухват протести срещу действащият министър-председател Никола Груевски и неговото правителство. Протестите започват след обвинения от страна на Зоран Заев, лидер на опозицията, който твърди, че Груевски подслушва 20 000 македонски официални лица и други дейци и е укрил убийство на млад мъж от служител на полицията през 2011 година. Голям протест възниква на 5 май с жестоки сблъсъци между активисти и полицията, с пострадали и от двете страни. На 12 май министърът на вътрешните работи Гордана Янкулоска и министърът на транспорта Миле Янакиески, заедно с директора на Управлението за безопасност и контраразузнаване (УБК) Сашо Миялков, подават оставка, след като става ясно тяхното участие в много от разобличителните записи.

## Прилагане
Изпълнението на Пържинския договор се оказа трудно, като опозиционния СДСМ обвинява най-голямата партия ВМРО-ДПМНЕ в нарочни забавяния. Номинацията на Катица Янева като специален обвинител е обявена за пробив, но не и определянето на нейния екип, който е счетен за твърде близък до ВМРО. На 14 октомври 2015 г., след провала на Съвета за прокурори да назначи половината от общия брой на кандидатите, предложени Янева, лидерът на СДСМ Зоран Заев заявява, че сделката „вече не е активна“. На 4 ноември останалите кандидати са избрани и екипът на Янева е оформен. На същия ден е постигнато споразумение относно служебните министри и заместник-министри в преходния период на правителството. В споразумението е отправен призив за оставката на министър-председателя Никола Груевски през януари 2016 г. На 14 януари той официално подава оставка от поста министър-председател на Република Македония, а на 17 януари Събранието на Република Македония избран Емил Димитриев (и.д. премиер-министър) като председател на служебно правителство, което ще оглави република до началото на парламентарните избори през юни 2016 година.